# محمد الجلالي
الشيخ محمد بن العابد السماتي الجلالي

## مولده ونشأته
هو محمد بن العابد بن عبد الله السائح بن سيدي يوسف بن السماتي ، وأمه لالة خديجة بنت محمد بن الزروق بن الشيخ السماتي. وغلب عليه لقب محمد بن العابد الجلالي ، ولد سنة 1308 هـ/ 1890 م ببلدة أولاد جلال بولاية بسكرة، تعلم القرأن على يد أبيه الذي كان إماما وشاعرا، ثم تلقى الفقه والنحو والحديث عن الشيخ عبد الحفيظ بن الشريف السماتي ، وأخذ دروس البلاغة والأدب عن الشيخ مثطفى مبروكي ، كما التقى بالشاعر عاشور الخنقي فاستفاد منه. حاول الخروج إلى المشرق العربي لكن ظروف الحرب العالمية الأولى لم تتح له الفرصة. فمكث في قريته يقرئ صبيانها القرآن مدة انتقل بعدها سنة 1920م إلى مدينة قسنطينة وتتملذ فيها على الشيخ عبد الحميد بن باديس ولازمه مدة طويلة حتى أتم علومه عليه 
.

## نشاطه وأعماله
بدأت مسيرة الشيخ بن العابد التربوية حين انتدبه الشيخ بن باديس سنة 1925م للتدريس بالمدرسة الحرة بالعلمة بولاية سطيف، ثم عندما تأسست مدرسة التربية والتعليم الإسلامية الحرة بقسنطينة سنة 1930م اختاره الشيخ أن يكون من طاقمها التدريسي وامتد عمله فيها حتى سنة 1943م. ومما كتبه الشيخ الإبراهيمي عن الجلالي في تلك الفترة:
| محمد الجلالي | الأستاذ محمد بن العابد من قدماء تلامذة الأستاذ بن باديس ومن بواكر النهضة الأدبية. أديب مشرف على الكمال، كاتب جزل الأسلوب، متين التراكيب، وفيّ للقواعد المقرّرة، مشرق الديباجة، سلس المعاني، وصّاف لخفايا النفوس ومساوي الاجتماع، شاعر رصين الشعر على إقلاله منه، باشر تعليم النشء الصغار من سنين، فحذق أساليبه وتمرّس به، فاكتسب الدؤب والصبر والجلد، وله في تربية الصغار وتحبيب العلم إلى نفوسهم طرائق نفسية هو فيها نسيج وحده، وهو الآن من الأعوان المعتمدين للشيخ ابن باديس على التعليم. | محمد الجلالي |

وأضاف الأستاذ مالك بن نبي عن مدرسه:
| محمد الجلالي | ...وكان لهذا الاتجاه أن يأخذ بي أبعد من ذلك، لولا دروس الشيخ مولود بن موهوب في التوحيد وسيرة النبي وتلك التي للشيخ بن العابد في الفقه؛ فقد كانت هذه مذكّراً قوياً يعود بروحي إلى الطريق الصحيح. | محمد الجلالي |

بعد وفاة الشيخ بن باديس وعودة الشيخ الإبراهيمي من المنفى أوكله الرئيس الجديد لجمعية العلماء مهمة التدريس في مدرسة التربية والتعليم ببسكرة وبقي فيها مدة أربع سنوات (1943-1947) مديرا ثم معلما وينتقل بعدها إلى مدرسة عين مليلة التي كان يديرها الشاعر محمد العيد آل خليفة ليمكث فيها مايقارب ست سنوات ونصف (1947-1954).

التحق الشيخ الجلالي بالجبال بعد اندلاع الثورة المباركة وما لبث أن ألقي القبض عليه بالهرية بنواحي بلدة الخروب، وقدم للمحاكمة مع ثلة من أصحابه ولما سئل في المحاكمة: لماذا تركت التعليم والتربية والأدب. وحملت السلاح ولحقت بالمجرمين؟ وأنت العالم الأديب؟ قال: لأني وجدت كل ذلك لا يجدي معكم !وحكم عليه بعشر سنوات سجنا فأمضى أولها في سجن الكدية بقسنطينة ثم نقل إلى سجن البرواقية حيث لقى العذاب الأليم. وكتب عنه المجاهد عيسى كشدة:
| محمد الجلالي | الشيخ بن العابد السماتي رجل تقي ومحترم ، عمل مدرسا في إحدى المدارس التي يشرف عليها حزب الشعب (حركة انتصار الحريات الديموقراطية) في عين مليلة ، وكان بوضياف وبن بولعيد وبن مهيدي يزوروبه في كل مرة يمرون على الناحية ، كانوا يكنون له احتراما كبيرا ويرد ذكره دوما في حديثهم أثناء إنجاز تقاريرهم الشهرية الموجهة للحزب. التحق الشيخ بالجبل رغم قرار مسؤولي جيش التحرير للناحية الذين نصحوه بأن يلزم بيته ، وأن يساعد الثورة بطرق أخرى كالإرشاد الديني ، لكنه أصر على الصعود وحمل البندقية لإخراج المستعمر. | محمد الجلالي |

ثم بعد الاستقلال عاد إلى إدارة مدرسة عين مليلة لمدة ثلاث سنوات ليتوقف نشاطه الإصلاحي والتربوي سنة 1965م.

## الإنتاج الفكري
له سبع قصص قصيرة نشرها في جريدة الشهاب منها: «في القطار»، «السعادة البتراء»، «الصائد في الفخ»، «أعنّي على الهدم أعنك على البناء» ويعتبر مؤسسًا للقصة القصيرة في الجزائر، وله مسرحية بعنوان: «مضار الجهل والخمر والحشيش والقمار» - تقع في أربعة فصول - ونشرت ضمن كتاب «فنون النثر الأدبي في الجزائر» لعبد الملك مرتاض، وله عدد كبير من المقالات التي يتناول فيها موضوعات وطنية واجتماعية وتربوية وسياسية كان ينشرها في جريدة «الشهاب» والجريدة الأدبية الأسبوعية التي أصدرها رفقة صديقه أحمد بوشمال وأسمياها «أبوالعجائب»، وله كتاب بعنوان: «تقويم الأخلاق».

كتب القصيدة العمودية وجدد في موضوعاتها وأساليبها، فمنها ما جاء في صيغة حوارية قصيرة بين أربع بنات يتفاخرن بمزاياهن الخلقية والدينية والعلمية، 
ومنها ما جاء في صيغة أنشودة صغيرة مقطعة بحيث يشكل كل بيتين وحدة دلالية تتغير فيها قوافي البيت الأول ويلتزم البيت الثاني قافية واحدة، ولون النشيد هو الأكثر حضورًا في شعره، ويغلب عليه طابع النصح والسمت التعليمي والنزعة الوطنية، وجل شعره يأتي في لغة سلسة وتراكيب بسيطة وصور جزئية تسهل حفظها للناشئين وتقوي قدرتها على حمل المعاني المحدودة التي يلح عليها في أغلب شعره.

## نماذج من شعره
- قصيدة بعنوان «يا أفق أين النور؟»:

- قصيدة أخرى بعنوان «أرينا الغزال» [5]

## وفاته
لحق بجوار ربه يوم الخميس 2 فيفري1967 م وشيعت جنازته بعد صلاة الجمعة في محفل مهيب حضره الرجال والنساء والأطفال. ووفود من الزيبان كله، كما شاركت وزارتا التربية الوطنية والأوقاف بوفود رسمية جاءت من الجزائر وقسنطينة، ودفن في مقبرة أولاد جلال مع أسلافه.